# Lillsjön (Sibbarps socken, Halland)
Lillsjön är en sjö i Varbergs kommun i Halland och ingår i Ätran-Himleåns kustområde.